# Herrmannsplatz
Der Herrmannsplatz ist ein historischer Marktplatz im Südwesten der Altstadt von Erfurt.

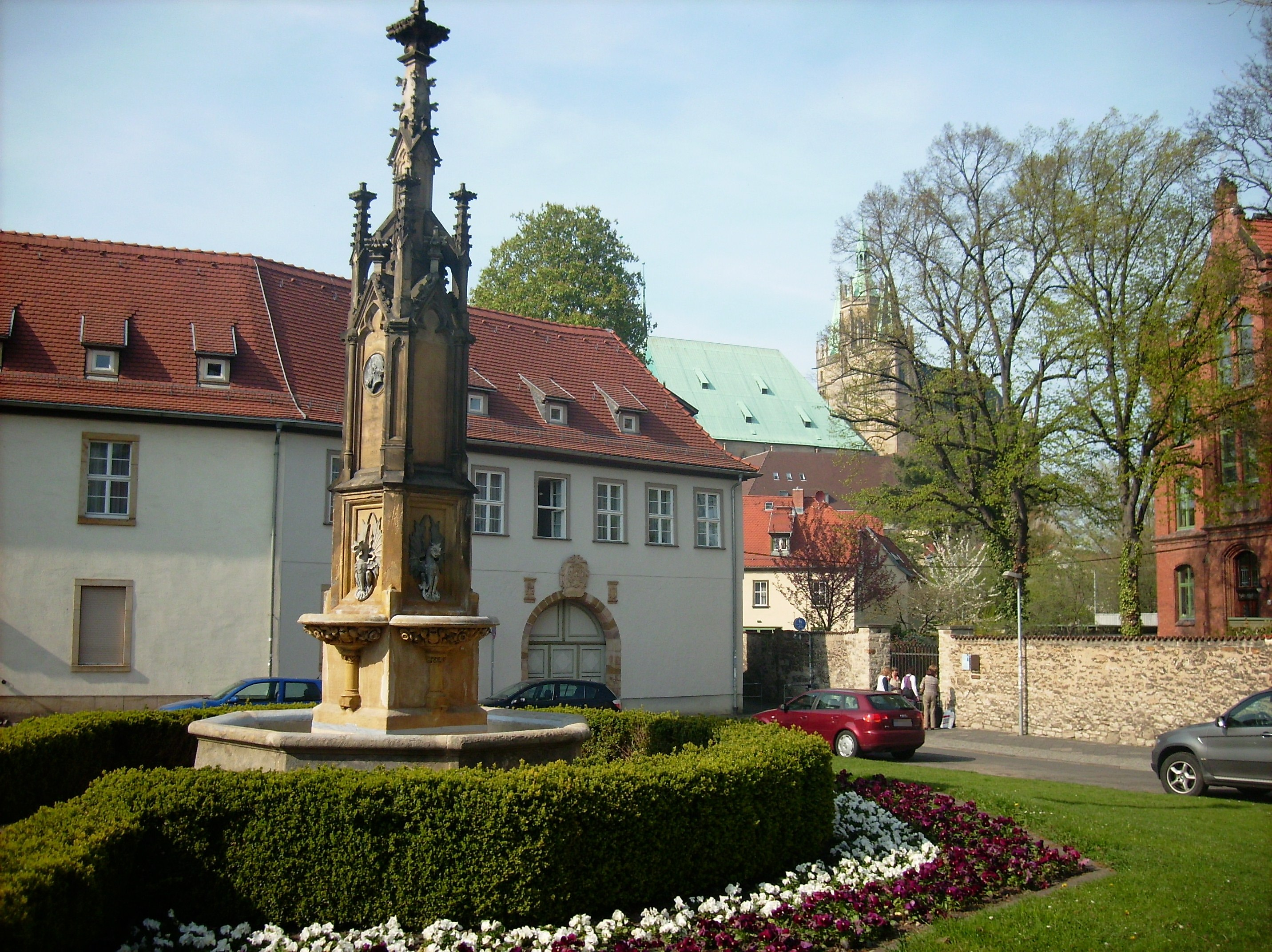
Herrmannsplatz mit Herrmannsbrunnen

## Anlage
Der Herrmannsplatz liegt etwa 200 Meter südlich des Erfurter Doms am nördlichen Ende der Roßbrücke über den Walkstrom der Gera. Mit einer Seitenlänge von etwa 50 Metern ist der Herrmannsplatz der kleinste und unbedeutendste der ehemaligen Erfurter Marktplätze. Nach Süden ist er über die Roßbrücke mit der Regierungsstraße verbunden, nach Osten führt der Fischersand, nach Norden die Stiftsgasse, nach Nordwesten die Holzheienstraße und nach Südwesten besteht eine Verbindung zum Brühler Garten. Die Randbebauung des Herrmannsplatzes stammt großteils aus dem 19. und 20. Jahrhundert und dient heute zu Wohnzwecken. Geschäfte oder gastronomische Einrichtungen bestehen am Herrmannsplatz im Unterschied zu anderen innerstädtischen Plätzen Erfurts nicht.
Auf dem Herrmannsplatz steht der Herrmannsbrunnen von Georg Kugel, der 1875 im Gedenken an den Stadthistoriker Karl Herrmann errichtet wurde.

## Geschichte
Der historische Roßmarkt liegt am Rand der Altstadt am Übergang zur spätmittelalterlichen Stadterweiterung des Brühls. Der Name Roßmarkt für diesen Platz wurde 1511 erstmals genannt und deutet auf Handel mit Pferden hin. Diesen Namen behielt der Platz bis zum Jahr 1876, als er Karl Herrmann zu Ehren in Herrmannsplatz umbenannt wurde.